# Brisighella
Brisighella – miejscowość i gmina we Włoszech, w regionie Emilia-Romania, w prowincji Rawenna.
Według danych na rok 2004 gminę zamieszkuje 7489 osób, 38,6 os./km².
W miejscowości urodzili się kardynał Achille Silvestrini oraz nuncjusz apostolski w Chile abp Aldo Laghi.